# 애덤 에버렛
제프리 애덤 에버렛(영어: Jeffery Adam Everett, 1977년 2월 5일 ~ )는 미국의 전 야구 선수이며 주 포지션은 유격수와 3루수였다.  1998년 메이저 리그 베이스볼 드래프트에서 1라운드 전체 12순위로 보스턴 레드삭스에 지명을 받았고, 2003년에 휴스턴 애스트로스에서 유격수로서 활약했다.  은퇴후에도 휴스턴 에스트로스의 마이너 리그 베이스볼 팀에서 내야 코치로 활동했으며 2014년에는 휴스턴의 수석코치로 임명되었다.

## 선수 경력

### 마이너 리그
해리슨 고등학교 재학시절 1995년 메이저 리그 베이스볼 드래프트에서 4라운드 전체 91순위로 시카고 컵스에 지명받았지만 입단하지 않고 대학에 진학했다. 이후 1998년에 1라운드 전체 12순위로 보스턴 레드삭스에 지명받았다.
1998년부터 1999년에는 보스턴 레드삭스 산하 싱글A 로웰 스피너스와 더블A 트렌턴 썬더에서 뛰었고 99년 12월 14일 휴스턴 애스트로스 외야수 칼 에버렛과 1대1 트레이드 되었다.
2000년에는 트리플A 뉴올리언스 베이비 케이크에서 총 126경기 출장해 타율 .245, 홈런 5개, 37타점을 기록했다. 이 시즌에 미국 국가대표팀에 발탁되어 2000년 하계 올림픽 야구에 참가했고 우승하며 금메달을 획득했다.

### 휴스턴 애스트로스
2001년 8월 30일에 신시내티 레즈전에서 9회 유격수 대수비로 나와 첫 데뷔전을 가졌다. 9월 18일 샌프란시스코 자이언츠전에서는 9회 데뷔 첫 득점을 기록했다. 2001년 시즌에 총 9경기 출전했으며 3타수 무안타 1득점 및 1개의 도루를 기록했다. 트리플A 뉴올리언스 에서는 114경기를 출전해 타율 .249, 5개의 홈런과 40타점을 기록했다.
2002년에는 메이저리그에서 40경기 출전해 1할9푼3리의 타율과 4타점을 기록했고 트리플A에서는 88경기 출전해 2할7푼5리의 타율과 2개의 홈런 및 25 타점을 기록했다. 2003년에도 콜업되어 128경기를 출장했으며 2할6푼6리, 8개의 홈런과 51타점을 기록했다. 특히 7월9일에는 신시내티 레즈를 상대로 커리어 첫 만루 홈런을 쳤으며 8월6일에는 뉴욕 메츠를 상대로 미닛 메이드 파크에서 인사이드더파크 홈런을 기록했다.
2004년에는 내셔널 리그 올스타전 투표 유격수 부문에서 에드가 렌테리아에 이어 2등을 했다.
2005년에는 152경기 출전해 2할4푼8리 11개의 홈런과 54타점을 기록했다. 이해 기록한 11개 홈런이 커리어 하이 기록이다. 휴스턴이 월드 시리즈 진출하는데 기여했지만, 시카고 화이트삭스에게 4경기 모두 패배하며 스윕패를 당해 우숭에 실패했다. 월드 시리즈에서는 15타수 1안타를 기록했다.
2006년에는 유격수로서 최고의 수비를 보이며 필딩 바이블 어워드를 수상했다. Baseball-Reference.com에 따르면 대체 선수 대비 승리 기여도(WAR) 4.1을 기록했는데 이는 당해 메이저 리그 선수 들 중 가장 높은 기록이다. 존 레이팅은 40을 기록했는데 이는 1952년 이후 역대 모든 수비 포지션의 선수들 중 가장 높은 기록이다. 하지만 코치 및 감독들이 투표하는 골드글러브의 경우 수상하지 못했다. 유격수 부분은 오마르 비스켈이 받았다.
2007년 4월 9일 커리어 통산 34번쩨 홈런을 기록하며 휴스턴의 역대 유격수 중 가장 많은 홈런을 기록한 타자가 되었다. 6월 14일에 좌익수 카를로스 리와 충돌이 있었고 종아리뼈가 골절되었다. 약 3달동안 부상 치료로 경기에 출전하지 못했고 9월에 복귀해 3경기 나왔다. 이 해 총 66경기 출전해 2할3푼2리, 2개의 홈런과 15타점을 기록했다.

### 미네소타 트윈스
휴스턴은 트레이드를 통해 유격수 미겔 테하다를 대려왔고 12월 12일에 재계약 불가 통보를 받았다. 바로 다음날인 13일 미네소타 트윈스와 280만 달러에 계약을 맺었다. 미네소타 에서는 총 48경기 출전해 2할1푼3리, 2개의 홈런과 20타점을 기록했다.

### 디트로이트 타이거즈
2008년 12월 15일 디트로이트 타이거즈와 1년 100만달러 옵션 별도로 계약을 했다. 2009년에 총 118경기 출전해 2할3푼8리 3개의 홈런과 44타점을 기록했다.. 12월 7일에 1년 155만 달러에 재계약을 했다. 디트로이트는 유격수 자리를 당시 신인 선수인 대니 워스를 기용하기로 하며 6월6일 에버렛을 지명할당(DFA)했다. 6월 15일 최종 방출되었다.

### 클리블랜드 인디언스
2010년 12월 16일에 클리블랜드 인디언스와 마이너 리그 계약을 맺었고 스프링캠프 초청을 받았다. 3월 28일에 내야 유틸리티 플레이어로서 25인 명단에 최종적으로 들어갔다. 6월 27일에 지명할당, 이후 30일에 방출되었다.

### 은퇴
2012년 1월 13일에 은퇴 하기로 결정했고, 클리블랜드 인디언스 프런트에서 일하기로 했다. 2014년에 휴스턴 애스트로스 산하 마이너 리그 내야 순회 코치직을 역임했고  9월에는 수석코치도 역임했다.

## 통산 기록
| 연도 | 팀명   | 타율 | 경기 | 타수 | 득점 | 안타 | 2루타 | 3루타 | 홈런 | 루타 | 타점 | 도루 | 도실 | 볼넷 | 사구 | 삼진 | 병살 | 실책 |
| ---- | ------ | ---- | ---- | ---- | ---- | ---- | ----- | ----- | ---- | ---- | ---- | ---- | ---- | ---- | ---- | ---- | ---- | ---- |
| 2001 | HOU    | .000 | 9    | 3    | 1    | 0    | 0     | 0     | 0    | 0    | 0    | 1    | 0    | 0    | 0    | 1    | 0    | 2    |
| 2002 | HOU    | .193 | 40   | 88   | 11   | 17   | 3     | 0     | 0    | 20   | 4    | 3    | 0    | 12   | 1    | 19   | 1    | 5    |
| 2003 | HOU    | .256 | 128  | 387  | 51   | 99   | 18    | 3     | 8    | 147  | 51   | 66   | 8    | 28   | 9    | 66   | 7    | 17   |
| 2004 | HOU    | .273 | 104  | 384  | 66   | 105  | 15    | 2     | 8    | 148  | 31   | 13   | 2    | 17   | 9    | 56   | 4    | 10   |
| 2005 | HOU    | .248 | 152  | 549  | 58   | 136  | 27    | 2     | 11   | 200  | 54   | 21   | 7    | 26   | 8    | 103  | 5    | 14   |
| 2006 | HOU    | .239 | 150  | 514  | 52   | 123  | 828   | 6     | 6    | 181  | 59   | 9    | 6    | 34   | 4    | 71   | 5    | 7    |
| 2007 | HOU    | .232 | 66   | 220  | 18   | 51   | 11    | 1     | 2    | 70   | 15   | 4    | 2    | 14   | 1    | 31   | 3    | 15   |
| 2008 | MIN    | .213 | 48   | 127  | 19   | 27   | 6     | 1     | 2    | 41   | 20   | 0    | 0    | 12   | 1    | 15   | 0    | 0    |
| 2009 | DET    | .238 | 118  | 345  | 43   | 82   | 21    | 0     | 3    | 112  | 44   | 5    | 2    | 22   | 4    | 61   | 9    | 14   |
| 2010 | DET    | .185 | 31   | 81   | 6    | 15   | 5     | 0     | 0    | 20   | 4    | 2    | 1    | 4    | 0    | 18   | 1    | 1    |
| 2011 | CLE    | .217 | 34   | 60   | 9    | 13   | 1     | 0     | 0    | 14   | 1    | 1    | 0    | 5    | 0    | 14   | 0    | 4    |
| 통산 | 11시즌 | .242 | 880  | 2758 | 334  | 668  | 135   | 15    | 40   | 953  | 283  | 67   | 21   | 174  | 37   | 455  | 35   | 89   |